# 心叶栝楼
心叶栝楼（学名：Trichosanthes cordata）为葫芦科栝楼属下的一个种。种名cordata意为心形的。